# Woozle – Die Serie
Woozle – Die Serie (auch Woozle Goozle – Die Serie) ist ein Ableger des deutschen Kinder-Wissensmagazins Woozle Goozle. Es wird seit Oktober 2023 auf Super RTL im Programmblock Toggo ausgestrahlt. Woozle – Die Serie ist die erste fiktionale Eigenproduktion des Senders.

## Handlung
Woozle und Simón machen von Folge 1 bis Folge 6 Urlaub auf dem Schloss des Ehepaars Lustig, in dem es spukt. Daraufhin wollen Woozle und Simón den Schlosseigentümern helfen, den Spuk zu beenden.
In Folge 7 bittet Woozle Simón, dass er bei ihm vorübergehend einziehen darf, denn sein Haus muss wegen Explosionsschäden renoviert werden. Simón hat ausgerechnet zu dieser Zeit Ärger mit der Hausmeisterin Frau Blume.

## Episodenliste

### Staffel 1
Die ersten sechs Folgen wurden bereits, vor der Erstausstrahlung, am 20. Oktober 2023 und die restlichen 14 Folgen am 27. Oktober 2023 bei RTL+ Premium veröffentlicht.
| Nr. (ges.) | Nr. (St.) | Originaltitel                 | Erstausstrahlung |
| ---------- | --------- | ----------------------------- | ---------------- |
| 1a         | 1a        | Es ist ein altes Haus         | 27. Okt. 2023    |
| 1b         | 1b        | Ein sehr kleiner Vampir       | 27. Okt. 2023    |
| 2          | 2         | Die Rückkehr der Woomie       | 28. Okt. 2023    |
| 3          | 3         | Ein märchenhafter Spuk        | 29. Okt. 2023    |
| 4          | 4         | Der Poltergeist (1)           | 30. Okt. 2023    |
| 5          | 5         | Der Poltergeist (2)           | 31. Okt. 2023    |
| 6          | 6         | Woozle zieht ein              | 1. Nov. 2023     |
| 7          | 7         | Der woozelige Schrank         | 2. Nov. 2023     |
| 8          | 8         | Der blaue Hund                | 3. Nov. 2023     |
| 9          | 9         | Der Flohmarkt                 | 4. Nov. 2023     |
| 10         | 10        | Freitag, der 13.              | 5. Nov. 2023     |
| 11         | 11        | Die unfreundliche Nachbarin   | 6. Nov. 2023     |
| 12         | 12        | Meerwoozchen allein zu Haus   | 7. Nov. 2023     |
| 13         | 13        | Woozle gegen Simón            | 8. Nov. 2023     |
| 14         | 14        | Woozle ist weg                | 9. Nov. 2023     |
| 15         | 15        | Gummibärchenalarm am Kiosk    | 10. Nov. 2023    |
| 16         | 16        | Likest du mich, like ich dich | 11. Nov. 2023    |
| 17         | 17        | Chaos-Camping                 | 12. Nov. 2023    |
| 18         | 18        | Meerwoozchen außer Kontrolle  | 13. Nov. 2023    |
| 19         | 19        | Die Abschiedsparty            | 14. Nov. 2023    |